# صبار قاسي
صبار قاسي أو صبار بري (الاسم العلمي: Ferocactus)، هو جنس كبير من الصباريات البرميلية، معظم أنواعه تحتوي على أشواك كبيرة وأزهار صغيرة. هناك قرابة 30 نوعًا مدرجة في الجنس. توجد في جنوب غرب الولايات المتحدة وشمال غرب المكسيك.